# Lokata
Lokata — российская компания, создавшая и развивающая геолокационный интернет-сервис, позволяющий искать товары в каталогах и брошюрах местных ретейлеров, находить ближайшие магазины и узнавать их часы работы. Основана в 2011 году, с участием российских и немецких предпринимателей.

## История создания
Сервис Lokata запущен немецким онлайн-промоутером Bonial International Group (BIG) и российской компанией Fast Lane Ventures. В основе Lokata лежит модель еще одного члена BIG, популярного в Германии сервиса kaufDA. Аудитория  kaufDA, лидера продвижения товаров и услуг в интернете в Германии, насчитывает 32 миллиона пользователей в месяц. Bonial International Group запустила аналогичные сервисы  в других странах мира — во Франции работает сервис Bonial, в Испании — Ofertia, Guiato в Бразилии. В ноябре 2013 г. Bonial International Group вышел на американский рынок, запустив в Чикаго геолокационный сервис Retale.

## Деятельность компании
Онлайн-поисковик товаров и услуг Lokata.ru работает по принципу ROPO (Research Online, Purchase Offline — «ищем онлайн, покупаем офлайн») и объединяет в рамках одного ресурса поисковую систему, геолокационную платформу и возможность просмотра брошюр и каталогов в режиме онлайн. На своем веб-сайте, в виджетах на сайтах партнёров и в приложениях для мобильных устройств Lokata позволяет искать любые категории товаров в каталогах и брошюрах местных ретейлеров.
Пользователи Lokata просматривают адреса магазинов, изучают каталоги ретейлеров, подписываются на уведомления о новых предложениях и прокладывают маршрут к ближайшему магазину, чтобы совершить покупку. Более 30% всех просмотров каталогов ретейлеров, размещенных на Lokata, совершаются с мобильных устройств. У некоторых ретейлеров процент «мобильных просмотров» достигает 50% и выше. Ежедневно пользователями просматривается свыше 100 тысяч рекламных каталогов. Сервис охватывает более 90% всех крупных розничных сетей в России.

## Мобильные приложения
Компанией запущены приложения Lokata для мобильных устройств на базе iOS, Android, Windows Phone и Windows 8. Приложения повторяют функционал веб-версии сервиса, используя встроенные GPS-модули мобильных устройств, для автоматического определения месторасположения пользователя. Приложение обладает рядом функциональных особенностей, расширяющих возможности поиска.  
Пользователь  может подписаться на категории товара и узнавать о новых поступлениях и специальных условиях только в том сегменте, который его заинтересовал.  Сервис оснащен геофенсингом, что позволяет информировать пользователя о товарах и магазинах в той зоне, где он находится в конкретный период времени. Еще одним ценным решением является возможность создания списка покупок из выбранных в каталогах ретейлеров товаров.

## Эффективность рекламного канала
Проведенное в июне 2013 г. ГФК Русь исследование аудитории Lokata, которое проводилось в трех наиболее популярных категориях: «Супермаркеты», «Электроника и бытовая техника», «Одежда», позволило сделать ряд важных для отечественного рынка Location based service выводов, один из которых – высокая эффективность электронных каталогов.
По результатам исследований конверсия посетителя, просматривающего электронный каталог на Lokata, в покупателя составила 35%.
93% анкетируемой аудитории Lokata планировали поход в магазин, а 65% из них сделали это после просмотра электронных каталогов.
```
Согласно данным исследовательской компании ГФК Русь, посетители геолокационных сервисов, в частности, Lokata, чаще всего ищут или определенный товар (25%), или последние предложения интересующих их ТСП (25%). При этом каждый второй потребитель планирует что-то приобрести (58%)
[
13
]
.
```

## Публикации в СМИ
1. The world won’t allow us to be a few steps behind - BBS News (англ.)
2. Kaufda expandiert nach Russland - FT Deutschland (нем.)
3. Location Based Services Expanding - The Moscow Times (англ.)
4. Кристиан Гайзер научит россиян шоппингу по-немецки - rb.ru
5. Lokata.ru – онлайн-каталог для покупок в офлайне - Habrahabr.ru
6. В России запущен геосервис для поиска товаров и магазинов - Аргументы и Факты
7. В рунете появился новый геолокационный сервис – lokata.ru - РБК
8. Поисковик товаров и услуг Lokata привлек «несколько миллионов евро» инвестиций - Финам
9. Location based service - Marketing in Russia
10. Кто предложит дешевле? - Компания